# Sound and Fury
Pour plus de détails, voir Fiche technique et Distribution.
Sound and Fury est un film britannique réalisé par Josh Aronson, sorti en 2000.

## Synopsis
Le film s'intéresse aux implants cochléaires et notamment leurs impacts sur la culture sourde.

## Fiche technique
- Titre : Sound and Fury
- Réalisation : Josh Aronson
- Musique : Mark Suozzo
- Montage : Ann Collins
- Production : Roger Weisberg
- Société de production : Aronson Film Associates, FilmFour, Public Policy Productions et WNET
- Pays :  Royaume-Uni et  États-Unis
- Genre : Documentaire
- Durée : 80 minutes
- Dates de sortie : 
  -  États-Unis : 25 octobre 2000

## Distinctions
Le film a été nommé à l'Oscar du meilleur film documentaire.